# Alchemilla sojakii
Alchemilla sojakii är en rosväxtart som beskrevs av A. Plocek. Alchemilla sojakii ingår i släktet daggkåpor, och familjen rosväxter. Inga underarter finns listade i Catalogue of Life.